# Estela de Lemnos
Se llama estela de Lemnos, o, descriptivamente, losa sepulcral de Kaminia a una losa funeraria hallada en Lemnos (Grecia) que muestra el grabado de un guerrero de perfil y con la cabeza descubierta, que porta lanza y escudo aparentemente circular. Está fechada en el siglo VI a. C. Su importancia reside en dos inscripciones que, por lo que se sabe, pueden estar escritas en idioma etrusco o una lengua afín, al igual que algunos vasos cerámicos hallados en la isla. Si las investigaciones sobre este idioma arrojan más luz sobre el mismo, estos hallazgos evidenciarían la migración de los etruscos fuera de la península itálica, además de un antiguo dialecto etrusco que podría considerarse como idioma lemnio (Especulativamente sobre las fuentes griegas: XVI a. C.-V a. C.)
La inscripción se halló en 1885 en Kaminia (isla de Lemnos), y contiene 198 letras, que formarían, en apariencia, 34 palabras. Los vasos cerámicos fueron encontrados en 1928. Se expone en el Museo Arqueológico Nacional de Atenas.

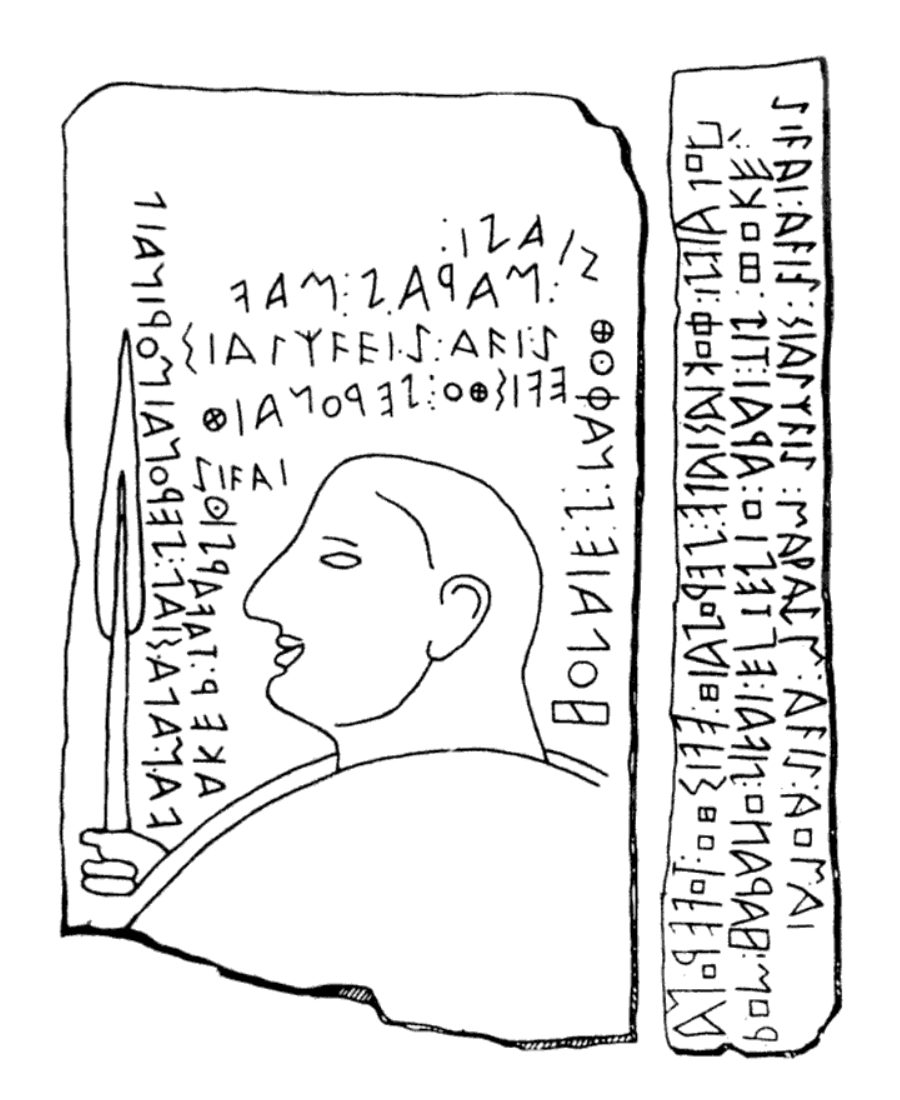
Dibujo de la estela